# Assemblée provinciale de l’Équateur
Bureau définitif
Mbandaka
L'Assemblée provinciale de l’Équateur est l'institution délibérante et législative de la province de l’Équateur, située en République démocratique du Congo. Elle joue un rôle clé dans l'élaboration des lois provinciales, le contrôle de l'exécutif provincial et la représentation des citoyens au niveau provincial.

## Historique
L'assemblée provinciale de l’Équateur a été créée à la suite de la promulgation de la Constitution de 2006 de la République démocratique du Congo, qui a établi un système décentralisé de gouvernement. La réorganisation administrative du pays a permis la mise en place d'assemblées provinciales dans les 26 provinces, y compris celle de l’Équateur, pour renforcer la gestion locale et rapprocher les institutions des citoyens.

### Siège
Le siège de l'assemblée provinciale de l’Équateur est situé dans la ville de Mbandaka, la capitale provinciale. Le bâtiment abritant l’assemblée est un édifice emblématique, qui symbolise le pouvoir législatif et reflète l’histoire et la diversité culturelle de la province. Des travaux de modernisation sont en cours pour répondre aux besoins croissants des élus et du personnel administratif.

## Corps et structure

### Membres
L’assemblée provinciale est composée de membres élus au suffrage universel direct lors des élections provinciales. Le nombre de députés provinciaux varie en fonction de la population de la province, conformément aux dispositions de la Commission électorale nationale indépendante (CENI). Les membres sont élus pour un mandat de cinq ans et représentent les intérêts des différentes circonscriptions de l’Équateur.

### Bureau de l'assemblée
Le Bureau de l'Assemblée provinciale est l'organe exécutif chargé de la gestion administrative et de la coordination des travaux parlementaires. Il est généralement composé des postes suivants :
- Président[4],[5],[6],[7],[8],[9] ;
- Vice-président[10],[11],[12],[13] ;
- Rapporteur[14],[15] ;
- Rapporteur adjoint[16] ;
- Questeur.

Le Bureau est élu par les membres de l’assemblée lors de la première session législative.

### Commissions permanentes
L'assemblée provinciale dispose de plusieurs commissions permanentes chargées d'examiner des questions spécifiques et de préparer les délibérations en plénière. Parmi les commissions clés, on trouve :
- La Commission des finances et du budget.
- La Commission des infrastructures, des ressources naturelles et de l’environnement.
- La Commission de l’éducation, de la santé et des affaires sociales.
- La Commission des affaires juridiques et administratives[19],[20],[21].

Chaque commission est dirigée par un président élu parmi les députés provinciaux.

## Rôles et missions
L'Assemblée provinciale de l’Équateur a pour principales missions :
- Législation : Adoption des édits provinciaux qui régissent divers aspects de la vie locale[22].
- Contrôle de l’exécutif provincial : Surveillance des activités du gouverneur et des ministres provinciaux pour s’assurer qu’ils respectent les lois et agissent dans l’intérêt des citoyens[23].
- Représentation : Défense des intérêts des citoyens auprès de l’exécutif provincial et au niveau national[24].
- Planification et développement : Approbation des budgets provinciaux et des plans de développement pour promouvoir la croissance et améliorer les infrastructures.

## Défis et enjeux
L’Assemblée provinciale de l’Équateur fait face à plusieurs défis, parmi lesquels :
- Manque de ressources financières et matérielles : Les faibles budgets limitent la capacité de l’Assemblée à fonctionner efficacement.
- Transparence et lutte contre la corruption : Renforcer la redevabilité des élus et de l'exécutif provincial est une priorité[25].
- Stabilité politique : Les tensions entre l’Assemblée et l’exécutif provincial peuvent freiner la mise en œuvre des politiques publiques.
- Développement des infrastructures : L'amélioration des routes, des écoles et des hôpitaux dans une province vaste et enclavée reste une préoccupation majeure.

Malgré ces obstacles, l’Assemblée provinciale de l’Équateur demeure un acteur central du développement local et de la gouvernance démocratique en République démocratique du Congo.